# Pierre Rossier
Pierre Joseph Rossier (16. července 1829 – 22. října 1886) byl švýcarský průkopník fotografie. Fotografoval převážně na albuminový papír, zhotovoval stereofotografie a carte de visite, komponoval portréty, městské scenérie a krajiny.

## Život a dílo
Pověřila jej londýnská firma Negretti and Zambra odcestovat do Asie a dokumentovat tam průběh Anglo-francouzských vojsk během opiové války. Ačkoli se nedokázal připojit k vojenské výpravě, zůstal v Asii několik let, produkoval první obchodní fotografie v Číně, Filipínách, Japonsku a Siamu (nyní Thajsko). Byl prvním profesionálním fotografem v Japonsku, kde učil fotografy jako byli Ueno Hikoma, Kuwadžiró Horie (1831–1866), Genzó Maeda (1831–1906), ale i řadu méně známých příslušníků první generace japonských fotografů. Ve Švýcarsku založil fotoateliéry ve Fribourgu a Einsiedelnu, ale fotografoval po celé zemi. Rossier je důležitá osobnost v rané historii fotografie nejen kvůli svým obrazům, ale také díky zásadnímu vlivu jeho učení v počátcích japonské fotografie.

## Galerie

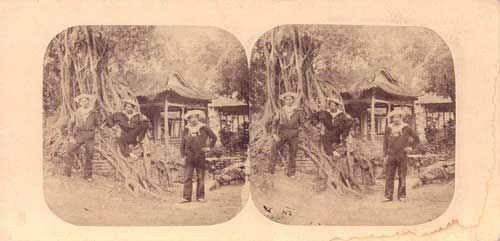
Francouzští námořníci v Cantonu, 1858, stereofotografie, stříbrná albuminová fotografie
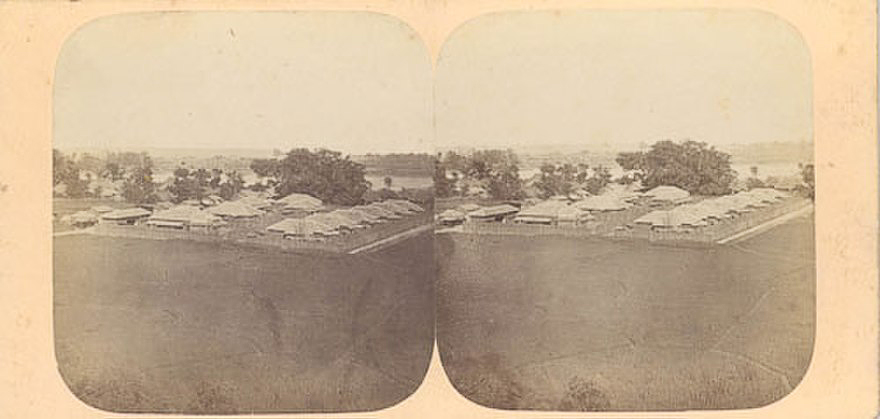
Pohled na Yokohamu, 1859, stereofotografie, stříbrná albuminová fotografie
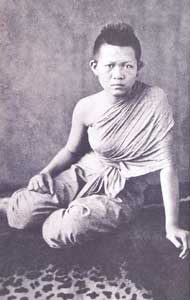
Portrét Siamské ženy, asi 1861, stříbrná albuminová fotografie